# Грабовский сельсовет (Петриковский район)
Грабовский сельсовет — административная единица на территории Петриковского района Гомельской области Республики Беларусь. Административный центр — агрогородок Грабов.

## Состав
Грабовский сельсовет включает 5 населённых пунктов:
- Берёзовка — деревня.
- Великие Селютичи — деревня.
- Грабов — агрогородок
- Малые Селютичи — деревня.
- Рябка — деревня.

Упразднённые населённые пункты на территории сельсовета:
- Теребень — деревня.